# Maître Gabriel
José Gabriel da Costa (Coração de Maria, 10 février 1922 – Brasilia, 24 septembre 1971), mieux connu sous le nom de maître Gabriel, est le fondateur de l'Union du végétal,, une religion d'origine amazonienne qui utilise dans son rituel l'ayahuasca.